# Pesakerdal

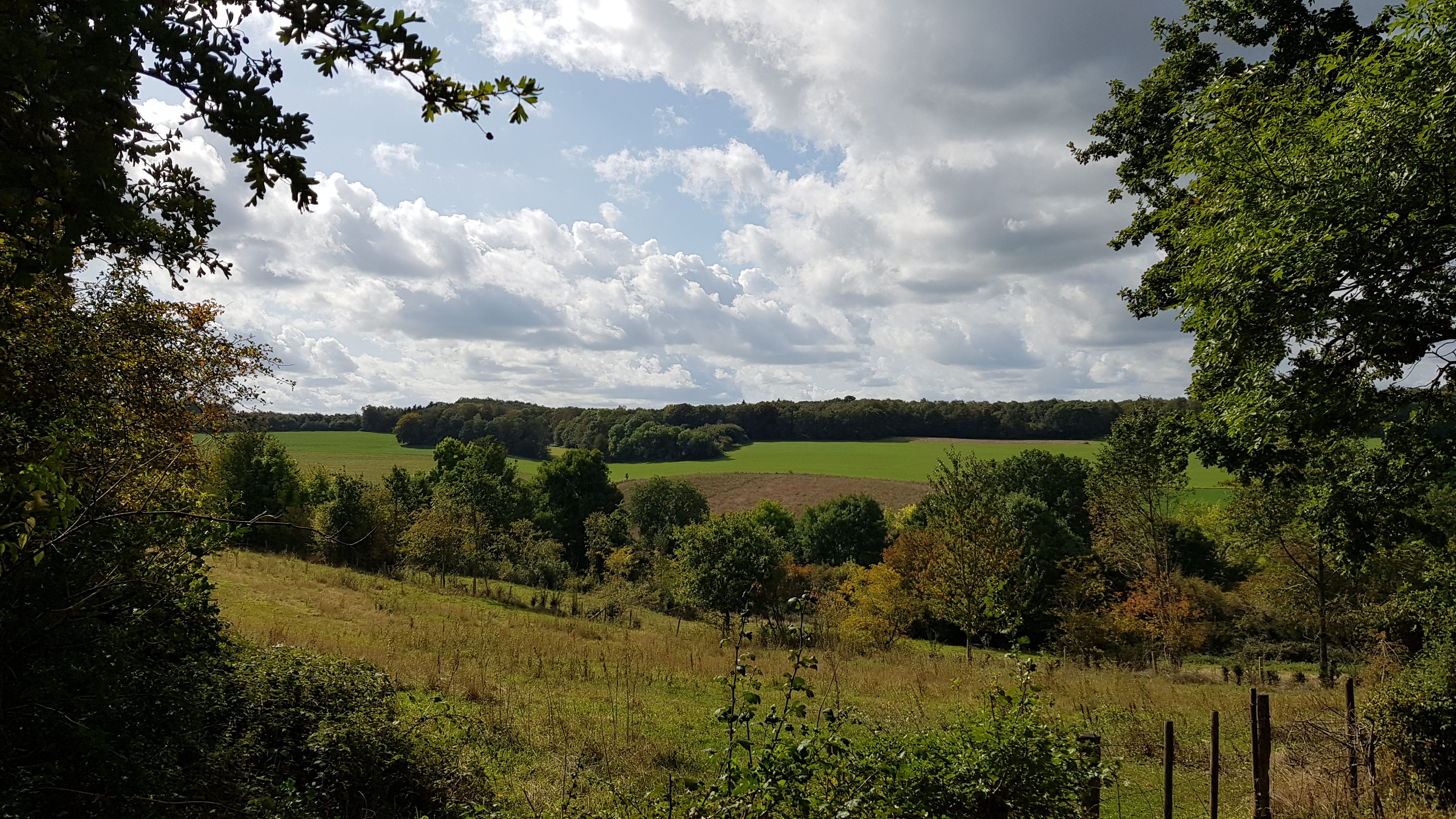
het Pesakerdal gezien vanaf bij Crapoel

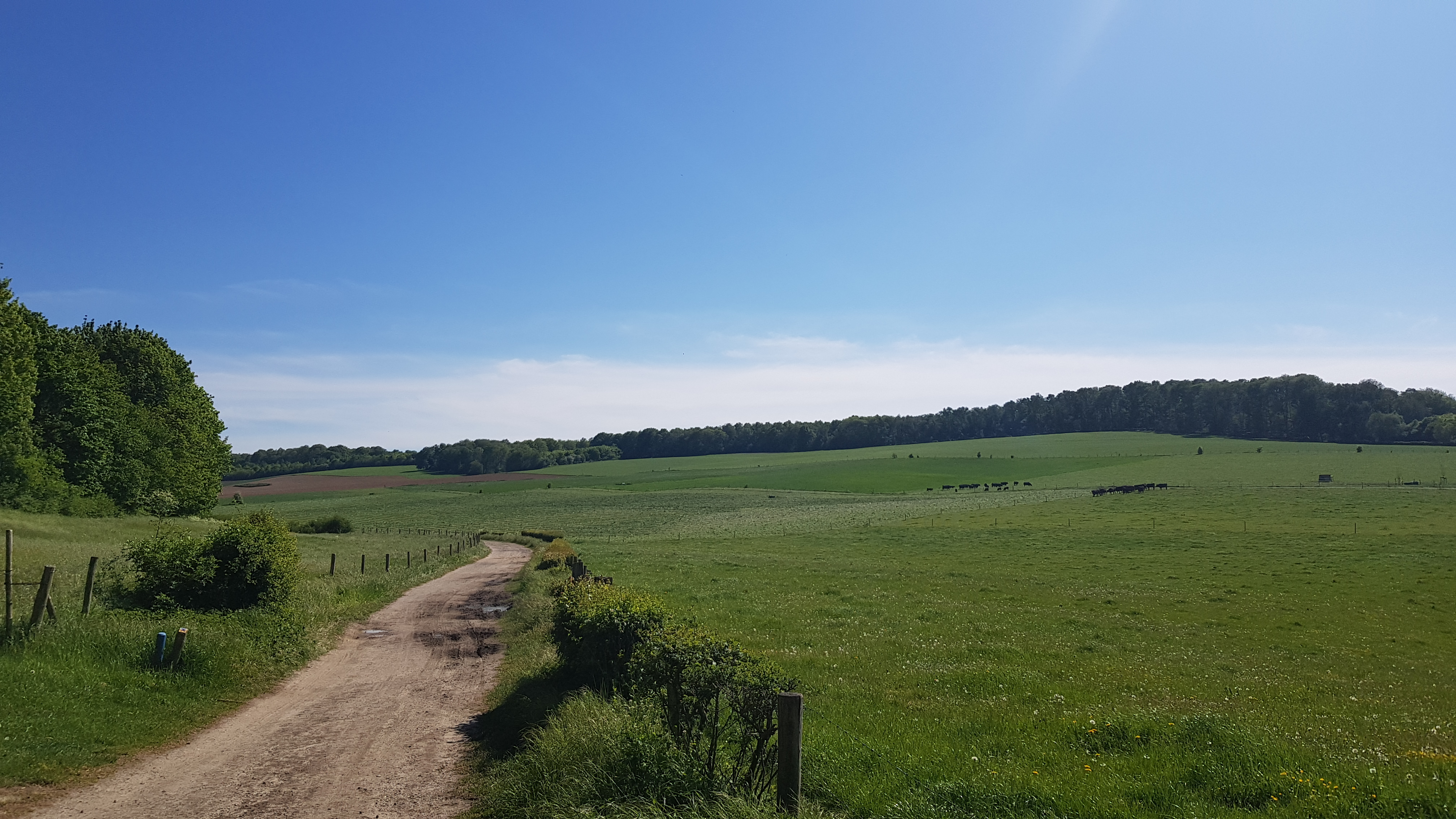
het noordwestelijk deel van het Pesakerdal gezien richting het zuidoosten

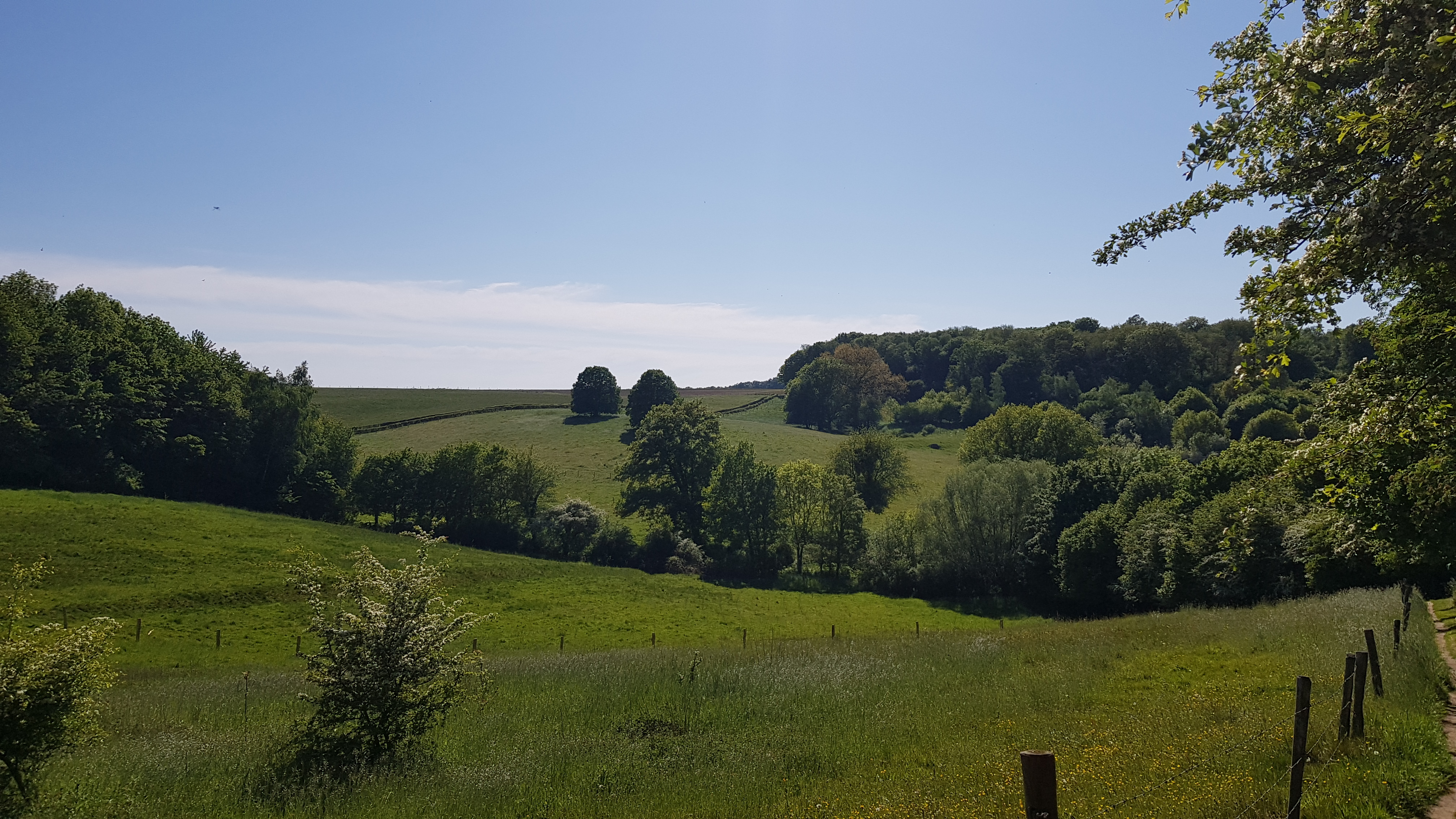
het zuidoostelijk deel van het Pesakerdal gezien richting het zuidwesten

Het Pesakerdal of de Pesakerdalgrub is een droogdal in Nederlands Zuid-Limburg in de gemeente Gulpen-Wittem. Het dal ligt ten zuidwesten van Crapoel. Het dal begint tussen Landsrade en Heijenrath en loopt richting het noordwesten om bij Pesaken uit te monden in het Gulpdal. Door het dal loopt onder andere de Engelenweg. Het dal snijdt in op het Plateau van Crapoel. Aan de overzijde van het Gulpdal ligt het droogdal het Klingendal.
Aan weerszijden van het dal liggen er verschillende hellingbossen.

## Geologie
In het Pesakerdal komt kalksteen van de Formatie van Gulpen dicht aan het oppervlak.
Op de noordoostelijke helling van het dal bevindt zich de Groeve Crapoel, een geologisch monument waarin nog zeldzame afzettingen van de Oostmaas te zien zijn.